# بيت الرغيلى (كحلان عفار)

تعديل مصدري - تعديل

بيت الرغيلى هي إحدى قرى عزلة عفار بمديرية كحلان عفار التابعة لمحافظة حجة، بلغ تعداد سكانها 69 نسمة حسب تعداد اليمن لعام 2004.